# Aéroport international Mataveri
Pour les articles homonymes, voir IPC.
L'aéroport international Mataveri (code IATA : IPC • code OACI : SCIP) est situé à Hanga Roa sur l'île de Pâques. Il est l'un des aéroports les plus retirés au monde, soit à 3 759 kilomètres de Santiago et à 2 603 kilomètres de Mangareva aux Îles Gambier. En 2006, il a accueilli quelque 10 511 passagers. La seule compagnie aérienne qui l'utilise, LATAM Airlines, le rejoint depuis Santiago et Papeete (Tahiti).

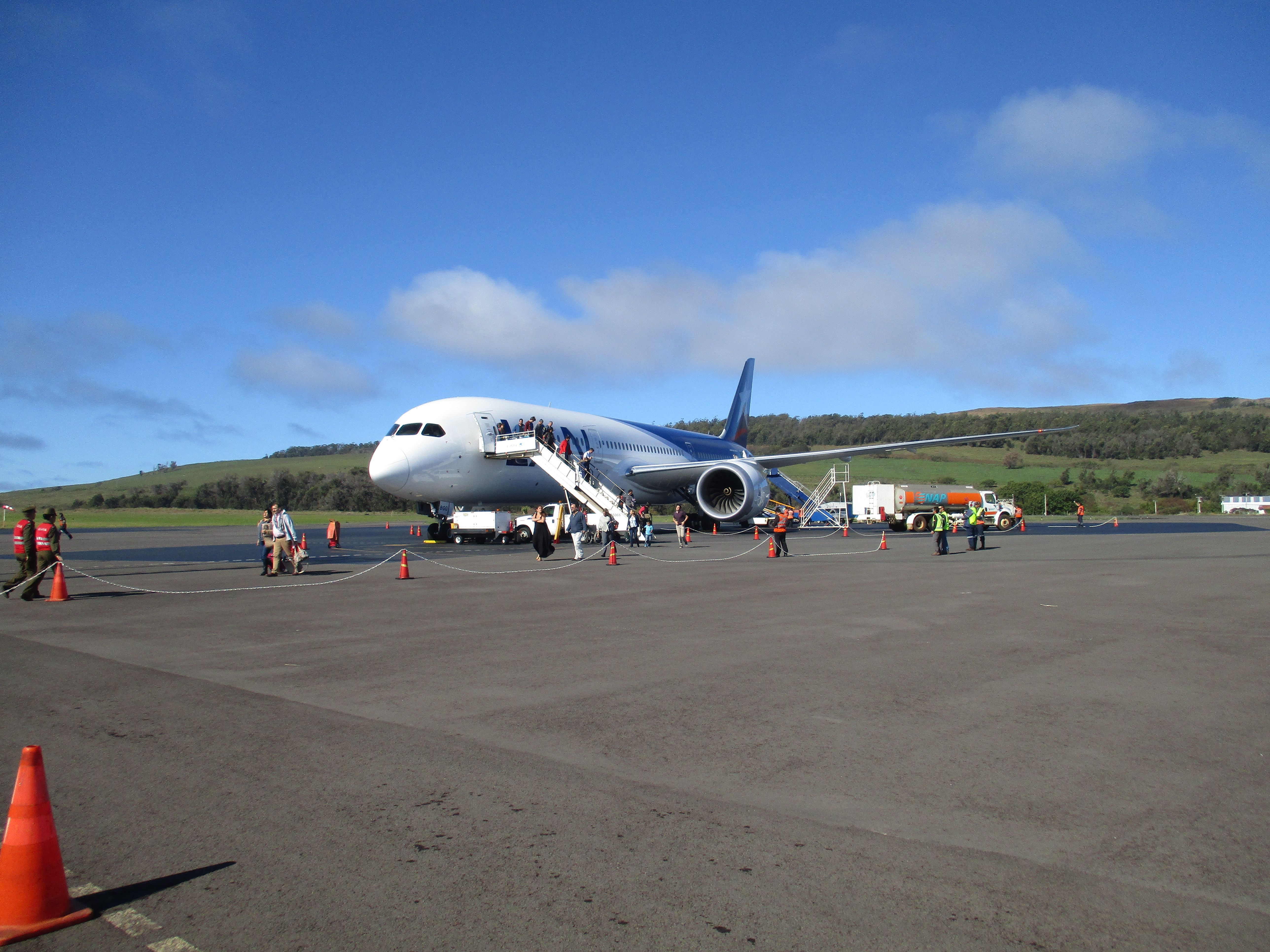
LAN Airlines en escale à l'île de Pâques

## Historique
En 1965, commence la construction de la piste par l'armée américaine. Le 3 avril 1967, une première liaison aérienne commence depuis le Chili par un DC-6 qui prenait à l'époque 9 heures pour rejoindre l'île de Pâques.
En 1970, le DC-6 fut remplacé par un Boeing 707. La prolongation de la ligne vers Tahiti fut mise en place en 1971 et la fréquence passa à deux vols par semaine. 
En 1986, les États-Unis prolongent la piste pour ainsi recevoir la navette spatiale américaine en cas d'atterrissage d'urgence pour les vols décollant de la base de Vandenberg en Californie. Elle ne sera jamais utilisée par suite de l'annulation du programme de la navette spatiale dans cette base. 
En 2008, LAN Airlines rejoint l'aéroport Mataveri deux fois par semaine en Boeing 767, passé en vol quotidien depuis Santiago, à l'exception du mardi. En 2016, ce vol est effectué en Boeing 787.

## Situation

### Carte des aéroports du Chili
| \| 100 km1:8 652 000 \| Porvenir El Salvador La Serena Mocopulli Valdivia Pucón Puerto Montt Puerto Williams Antofagasta Arica El Loa Iquique Osorno Balmaceda Araucanie Désert de l'Atacama Santiago Concepcion Île de Pâques Punta Arenas |
| 100 km1:8 652 000 |

## Compagnies et destinations
| Compagnies  | Destinations                                 |
| ----------- | -------------------------------------------- |
| LATAM Chile | Tahiti-Faaa, Santiago du Chili-A.-M.-Benítez |
| LATAM Perú  | En saison: Lima-J. Chávez                    |

## Source
1. ↑  (es)http://www.sernatur.cl/institucional/